# القراه، هدهاراموت
ال-قراه، هدهاراموت یک منطقهٔ مسکونی در یمن است که در استان حضرموت واقع شده‌است.